# 宇部電気鉄道デキ11形電気機関車
宇部電気鉄道デキ11形電気機関車（うべでんきてつどうデキ11がたでんききかんしゃ）は、宇部電気鉄道が1937年（昭和12年）に新製した直流用電気機関車である。
宇部電気鉄道の戦時買収に伴って本形式も日本国有鉄道（国鉄）籍に編入され、後年ED25形（初代）と改番された。

## 概要
1937年（昭和12年）に日本鉄道自動車工業（現・東洋工機）で1両（デキ11）が新製された凸型の小型電気機関車である。
日本鉄道自動車工業は、1930年代 - 1940年代にかけて、中小私鉄向けに電車部品を利用した小型電気機関車を多数製造しており、この宇部電気鉄道デキ11もその典型的なタイプである。華奢な造りの凸型車体からもうかがえるように、あくまで中小私鉄の小規模な運用向けの車両であった。
台車は日本鉄道自動車工業が多用した、薄手の圧延鋼板を鋲接で組み立てた板台枠台車で、これは雨宮製作所が設計した電車用台車を模倣したものである。

## 運用
1941年（昭和16年）に宇部電気鉄道は宇部鉄道と合併し、1943年（昭和18年）に同社の戦時買収・国有化とともに国鉄籍となったが、当座の形式名はそのままで、1952年（昭和27年）の改番によりED25 1の記号番号が付与された。
1950年（昭和25年）頃、宇部線の架線電圧昇圧（600V→1,500V）とともに同系機（富岩鉄道ロコ2→ED26 1）の在籍する富山港線に転属し、同線の貨物列車牽引用としてED26 1とともに運用された。その後1951年（昭和26年）に台車を旧伊那電気鉄道デ203の廃車発生品であるJ.G.ブリル社製Brill 27MCB-2へ交換した。
なお、この1951年の台車交換に際し、主電動機もデ203の発生品であるウェスティングハウス・エレクトリック社製WH-558-J6（端子電圧600V時定格出力74.6kW/985rpm）に交換されたが、これは1,000rpmに迫る高い定格回転数が示すとおり元来平坦線で高速運転するために設計された高回転型モーターであり、端子電圧600Vということもあって日本ではこのデ200形用以外には有名な南海電7系電車での大量採用が知られる程度の、比較的珍しい製品であった。
のち富山港線についても昇圧が行われたため、ED26 1とともに国鉄から1961年（昭和36年）に除籍された。同年、上田丸子電鉄丸子線に入線し、貨物列車牽引機の主力として運用されたが、1969年（昭和44年）4月の同線廃線後は別所線に転属した。
別所線では1975年（昭和50年）頃まで本線定期貨物列車牽引を主体に用いられていたが、同年に定期貨物運用がなくなった。このため、それ以降は1983年（昭和58年）1月1日の上田原 - 別所温泉間、1984年（昭和59年）11月1日の上田 - 上田原間と2度に分けて実施された貨物営業の廃止まで本線貨物列車牽引の機会はほとんどないまま、上田原の車庫で待機状態に置かれ続け、時折構内の入換と保線列車牽引に使用されるに留まっていたが、結局1986年（昭和61年）の同線の昇圧により廃車となった。
廃車後は丸子線ゆかりの長野県丸子町（現・上田市）に寄贈され、2008年現在も上田市の工業百年公園において静態保存されている。
上田市の別所線存続運動プロジェクト「アイプロジェクト」のキャラクター「とんがりくん」はこの車両がモデルになっている。

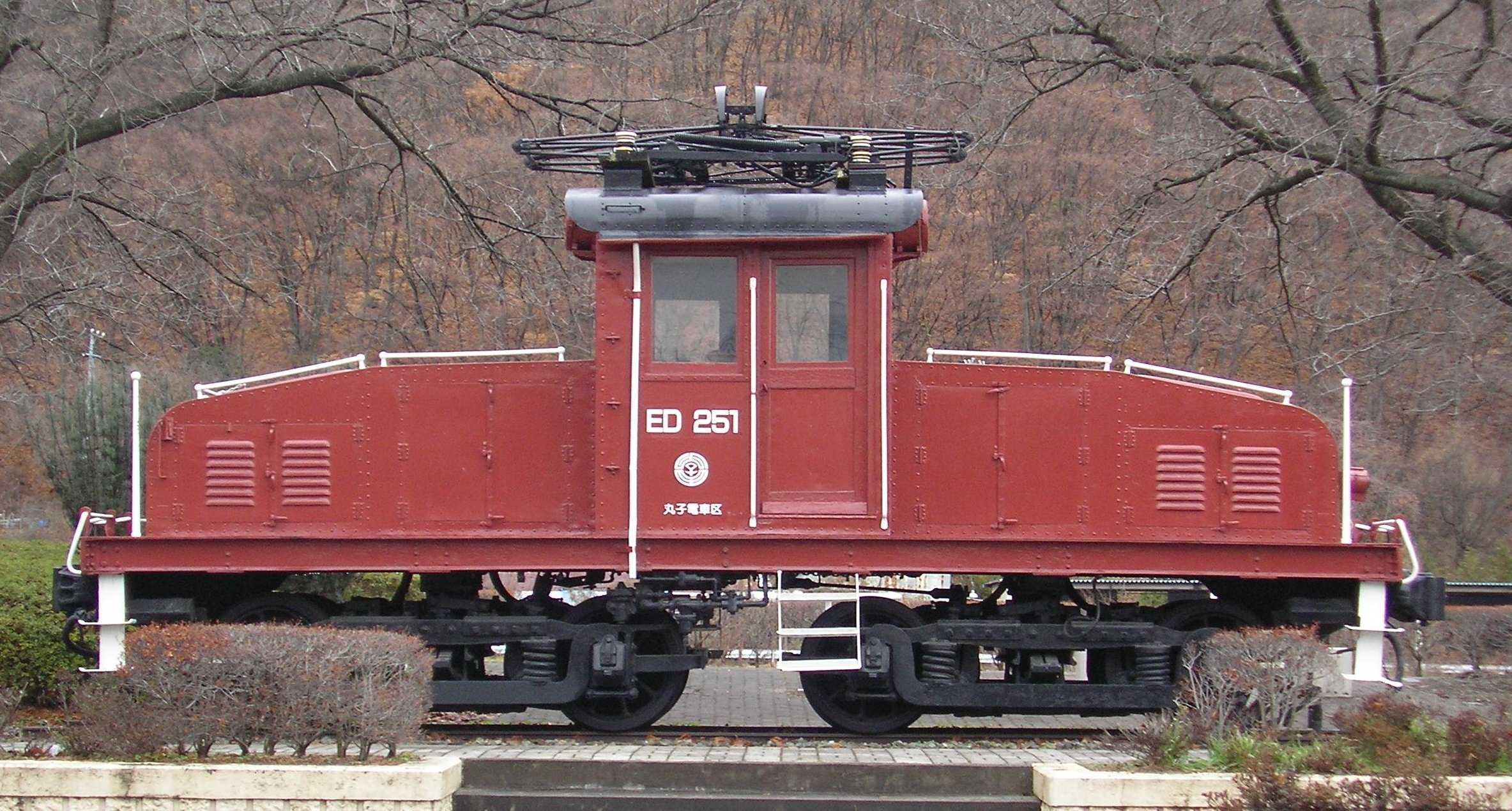
ED25 1 側面
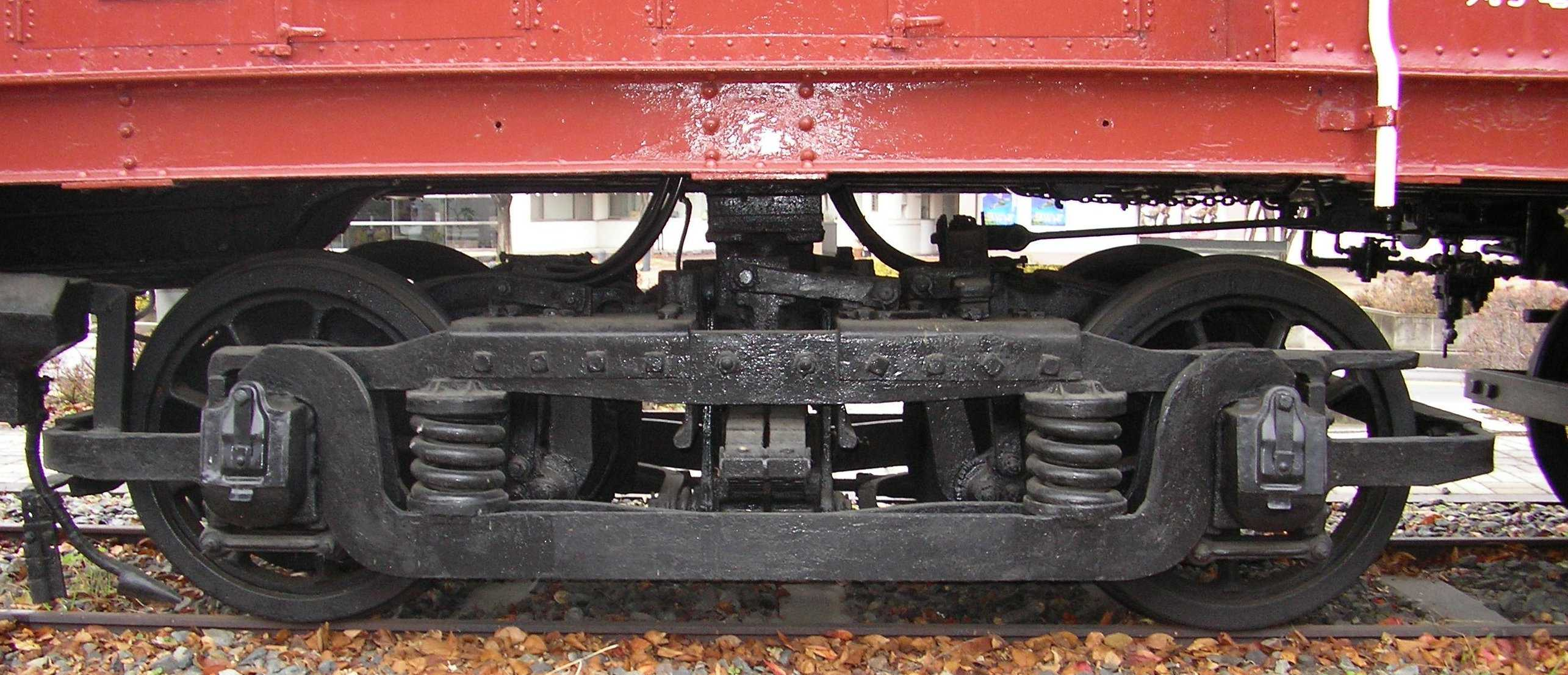
ED25 1のブリル27MCB-2台車。ブリル社純正品の証である、トラニオン（側枠とトランサムを結合するためのガゼットステーと枕梁をリンクで連結し、枕梁の振動を抑制するための機構）が残されている。
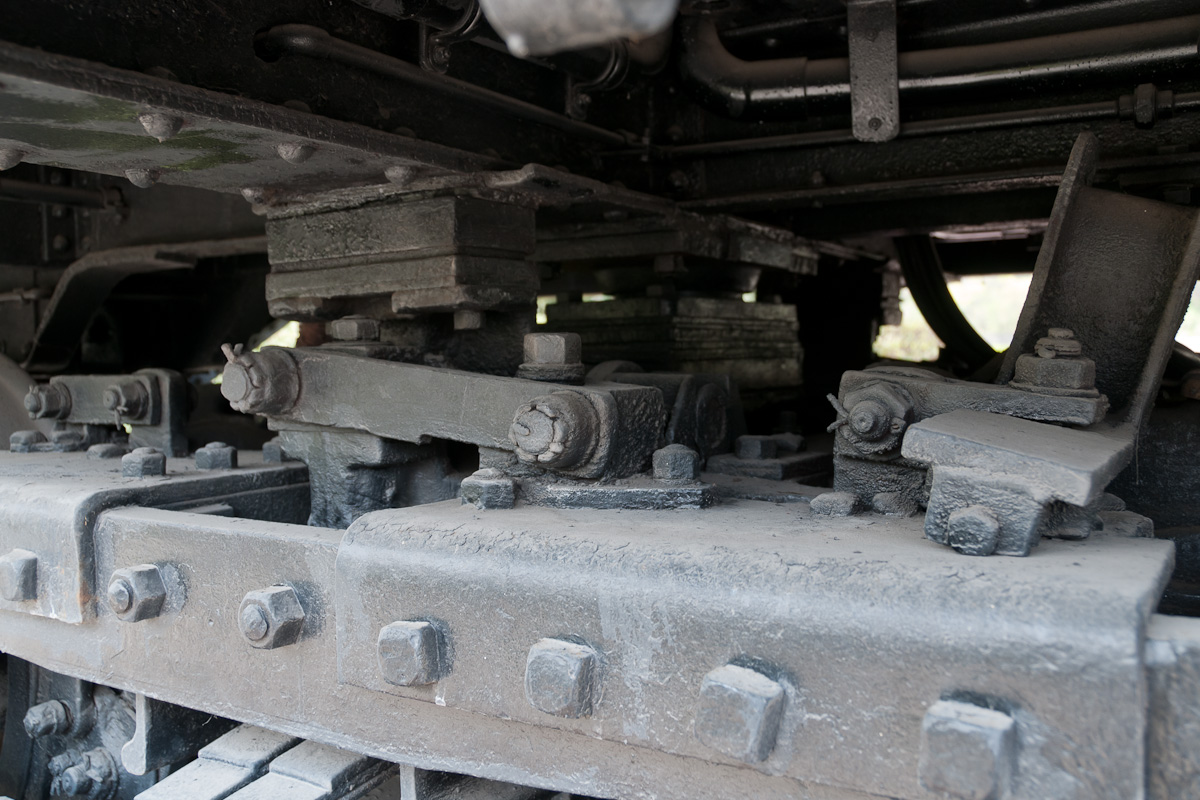
同台車の心皿と側受。電車用を転用したため、嵩上げにスペーサーを挿入してあるのが見て取れる。画面手前に見えている斜めの部材とその上に立てられた2本のボルトナットは、トラニオンを構成する部品である。
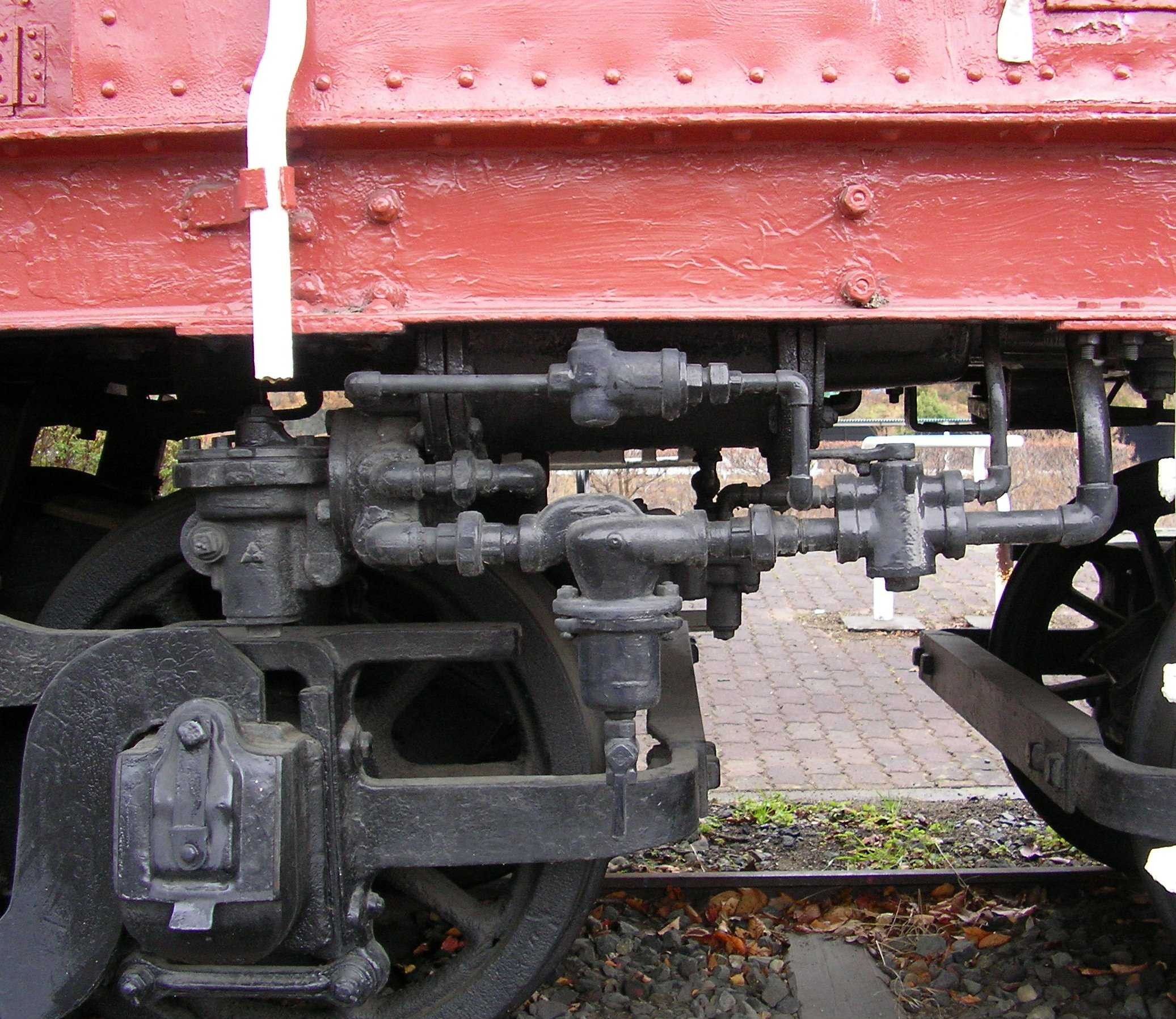
ED25 1 車外ブレーキ配管。1シリンダーで2基の台車を制動するプリミティブな構造である。なお、左側の台車軸箱直上に取り付けられている縦置きの円筒形部品が、Mブレーキの中枢をなすM三動弁である。